# Nathan Darrow
Nathan Darrow (Kansas City, 21 giugno 1976) è un attore statunitense.

## Biografia
È conosciuto principalmente per aver interpretato Edward Meechum in House of Cards - Gli intrighi del potere.

## Filmografia

### Cinema
- Rigged, regia di Jonathan M. Dillon (2008)
- The Inherited, regia di Devon Gummersall (2015)
- Ambition's Debt, regia di Devin E. Haqq (2017)
- In the Studio, regia di Alan Brown (2017)

### Televisione
- Ambrose Bierce: Civil War Stories, regia di Don Maxwell e Brian James Egen - film TV (2006)
- Blue Bloods - serie TV, 1 episodio (2014)
- House of Cards - Gli intrighi del potere (House of Cards) - serie TV, 35 episodi (2013-2016)
- Gotham - serie TV, 13 episodi (2016-2019) - Victor Fries
- Billions - serie TV, 15 episodi (2016-2019)
- Preacher - serie TV, 6 episodi (2016-2019)
- Rectify - serie TV, 4 episodi (2016)
- The Wizard of Lies, regia di Barry Levinson - film TV (2017)
- Godless - serie TV, 2 episodi (2017)
- Bull - serie TV, episodio 2x19 (2018)
- Quantico - serie TV, 1 episodio (2018)
- Blindspot - serie TV, 1 episodio (2018)
- Mercy Mistress - serie TV, 2 episodi (2018-2019)
- Dependence - serie TV, 2 episodi (2018-2019)
- The Blacklist - serie TV, 1 episodio (2019)
- FBI - serie TV, 1 episodio (2020)

## Doppiatori italiani
Nelle versioni in italiano delle opere in cui ha recitato, Nathan Darrow è stato doppiato da:
- Gabriele Lopez in Blue Bloods, Quantico
- Luca Mannocci in House of Cards - Gli intrighi del potere
- Stefano Crescentini in Gotham
- Marco Baroni in Billions
- Gianfranco Miranda in The Wizard of Lies
- Fabrizio De Flaviis in Bull